# SM U-A
SM U-A – niemiecki okręt podwodny z okresu I wojny światowej, jedna z budowanych dla Norwegii jednostek typu A. Zwodowany jako A-5 9 maja 1914 roku w stoczni Germaniawerft w Kilonii, został zarekwirowany przez Kaiserliche Marine i przyjęty do służby w sierpniu 1914 roku. Początkowo używany bojowo, od 1916 roku pływał jako okręt szkolny. SM U-A został poddany 24 listopada 1918 roku w wyniku podpisania rozejmu w Compiègne, a następnie trafił do Francji. Okręt został zezłomowany w latach 1920–1921.

## Projekt i budowa
Okręty podwodne typu A zostały zamówione przez rząd Norwegii w Niemczech po pozyskaniu z tego kraju pierwszego okrętu podwodnego, którym był „Kobben”. Norwegowie byli bardzo zadowoleni z parametrów tej zbudowanej w 1909 roku jednostki i już w listopadzie 1910 roku wystosowali zapytania ofertowe skierowane do niemieckich stoczni w celu pozyskania kolejnych okrętów. Najlepszy z punktu widzenia zamawiającego projekt przygotowała stocznia Germaniawerft, który był powiększoną i silniej uzbrojoną wersją zbudowanego dla Regia Marina okrętu podwodnego „Atropo”. Głównym konstruktorem okrętów był dr Hans Techel. W maju 1911 roku Norwegowie zamówili trzy jednostki, powiększając w 1912 roku zamówienie o jeszcze jeden okręt. Zmianą w stosunku do poprzednich konstrukcji Germaniawerft było przesunięcie rufowych sterów za śruby; nowością było wyposażenie tak małych jednostek w żyrokompasy.
SM U-A został zbudowany w stoczni Germaniawerft w Kilonii (numer stoczniowy 202) . Stępkę okrętu położono w październiku 1912 roku, a zwodowany został jako KNM A-5 9 maja 1914 roku .

## Dane taktyczno-techniczne
U-A był przybrzeżnym okrętem podwodnym konstrukcji dwukadłubowej o długości całkowitej 46,7 metra, szerokości 4,78 metra i zanurzeniu 2,8 metra . Kadłub sztywny miał 34,45 metra długości i 3,15 metra szerokości . Wysokość (od stępki do szczytu kiosku) wynosiła 6,47 metra . Wyporność normalna w położeniu nawodnym wynosiła 270 ton, a w zanurzeniu 342 tony. Okręt napędzany był na powierzchni przez dwa 6-cylindrowe, dwusuwowe nienawrotne silniki wysokoprężne Germaniawerft o łącznej mocy 700 KM, a pod wodą poruszał się dzięki dwóm silnikom elektrycznym SSW o łącznej mocy 380 KM . Dwa wały napędowe poruszające dwoma śrubami zapewniały prędkość 14,2 węzła na powierzchni i 7,3 węzła w zanurzeniu . Zapas paliwa wynosił 15 ton. Zasięg wynosił 900 Mm przy prędkości 10 węzłów w położeniu nawodnym i 76 Mm przy prędkości 3,3 węzła w zanurzeniu . Dopuszczalna głębokość zanurzenia wynosiła 50 metrów . Czas zanurzenia wynosił 75 sekund.
Okręt wyposażony był w trzy wyrzutnie torped kalibru 450 mm: dwie dziobowe i jedną rufową, z łącznym zapasem pięciu torped .
Załoga okrętu składała się z 3 oficerów oraz 18 podoficerów i marynarzy.

## Służba
Po wybuchu I wojny światowej A-5 został 5 sierpnia 1914 roku zarekwirowany przez Niemców i wcielony do służby w Kaiserliche Marine 14 sierpnia tego roku pod nazwą U-0 (zmienioną wkrótce na U-A). Po uzyskaniu gotowości bojowej jednostkę skierowano do Dywizjonu Obrony Wybrzeża Flotylli Bałtyckiej. W kwietniu 1915 roku okręt figurował w składzie Sił Rozpoznawczych Flotylli Bałtyckiej. Na początku maja Niemcy postanowili podjąć operację mającą na celu zajęcie portu w Lipawie. 27 kwietnia wysłano więc pod Lipawę U-A w celu obserwacji aktywności floty rosyjskiej. W dniach 1–5 maja 1915 roku U-A wraz z krążownikami „Thetis”, „Lübeck”, „Augsburg” oraz niszczycielami z 10. flotylli ochraniał trałowce oczyszczające z min wody nieopodal Lipawy, po czym powrócił do Kłajpedy. 7 maja okręt ponownie wyszedł w morze, patrolując wody w rejonie niemieckiego portu. Po zdobyciu Lipawy U-A wraz z pancernikiem obrony wybrzeża „Beowulf” wszedł do zajętego portu, w którym od tej pory stacjonował. 2 lipca, po zakończeniu bitwy koło Gotlandii dowództwo wysłało w ten rejon „Augsburga” i U-A, jednak nie napotkano tam już jednostek rosyjskich. 1 sierpnia okręt wszedł do Zatoki Ryskiej i przeprowadził nieskuteczny atak torpedowy na jeden z patrolujących torpedowców, po czym powrócił w nocy do Lipawy. W sierpniu U-A był w składzie sił niemieckich przeznaczonych do forsowania Zatoki Ryskiej.
W 1916 roku okręt został przeniesiony do szkolenia. W 1917 roku na jednostce zamontowano działo pokładowe kal. 8,8 cm TK C/14 L/45, z zapasem amunicji wynoszącym 108 naboi  . W wyniku podpisania rozejmu w Compiègne SM U-A został poddany 24 listopada 1918 roku, a następnie trafił do Francji . Jednostka została zezłomowana w Tulonie latach 1920–1921.